# Lombarzii (operă)
Lombarzii (titlul original: în italiană I Lombardi alla prima crociata / Lombarzii la prima cruciadă) este o operă în 4 acte de Giuseppe Verdi, după un libret de Temistocle Solera (bazat pe poemul omonim al poetului milanez Tommaso Grossi).
Premiera operei a avut loc la „Teatro alla Scala” din Milano, în ziua de 11 februarie 1845. 
Durata operei: cca 2 1/2 ore. 
Locurile și perioada de desfășurare a acțiunii: Milano (Italia), Antiohia (azi în Turcia) și Ierusalim, la sfârșitul secolului al XI-lea.
Ca și „Corul sclavilor” din opera Nabucco, „Corul cruciaților” din opera Lombarzii („Coro dei crociati e pellegrini” – „O Signore dal tetto natio”, actul IV) va deveni un adevărat imn revoluționar al poporului italian.

## Personajele principale
- Arvino, fiu al seniorului Folco (tenor)
- Pagano, fiu al seniorului Folco (bas)
- Viclinda, soția lui Arvino (soprană)
- Giselda, fiica lui Arvino (soprană)
- Pirro, scutierul lui Arvino, apoi al lui Pagano (bas)
- Un preot din Milano (tenor)
- Acciano, tiranul Antiohiei (bas)
- Oronte, fiul lui Acciano (tenor)
- Sofia, soția lui Acciano, încreștinată pe ascuns (soprană)
- preoți, soldați, sarazini, popor [3]

## Acțiunea

### Actul I (Milano)
În biserica Sant’Ambrogio din Milano are loc o slujbă religioasă, cu ocazia împăcării fraților rivali Arvino și Pagano. Ambii o curtaseră în trecut pe Viclinda, care s-a căsătorit în cele din urmă cu Arvino. A rezultat un conflict între cei 2 frați, în care Pagano încercase sa-l ucidă pe Arvino. Conflictul s-a soldat cu exilul lui Pagano. Cu ocazia slujbei de reconciliere între frați, un preot anunță numirea lui Arvino ca comandant al trupelor din Lombardia la Prima cruciadă. Pagano urmărește însă totuși să o cucerească pe Viclinda, punând la cale, cu sprijinul lui Pirro, scutierul lui Arvino, omorârea fratelui Arvino. În timp ce complicii lor dau foc casei lui Arvino, conspiratorii se năpustesc înlăuntrul casei și îl ucid din eroare pe tatăl Folco, nu pe Arvino. Prins, Pagano este din nou exilat.

### Actul II (AntiohiaînSiria, aziAntakyaînTurcia)
Acciano, tiranul Antiohiei, este informat de apropierea trupelor cruciate, care devastează totul. Sofia, soția lui (încreștinată în secret), află că Giselda (fiica lui Arvino) este prizonieră, ținută în haremul soțului ei. Fiul ei, Oronte, îi mărturisește mamei despre dragostea reciprocă dintre el și Giselda. Mama este de acord cu ei, sperând prin aceasta la o convertire a lui Oronte la creștinism. Pagano, care trăiește demult ca pustnic în apropierea Antiohiei (nerecunoscut de nimeni), îl convinge pe Pirro, emigrat și el de multă vreme în Antiohia și convertit la islam, să deschidă într-o noapte porțile Antiohiei trupelor cruciate. Cruciații pătrund în oraș, o eliberează pe Giselda, îl ucid pe tiranul Acciano și îl rănesc pe Oronte. Giselda își regăsește tatăl, dar îl blestemă, crezând că l-ar fi ucis și pe Oronte, iubitul ei. Furios, Arvino vrea s-o omoare pe Giselda pentru afrontul adus, dar e oprit de pustnicul Pagano (a cărui identitate reală încă e bine ascunsă).

### Actul III (în preajmaIerusalimului)
Giselda și Oronte (venit deghizat ca cruciat) se întâlnesc tainic în cortul lui Arvino de la poalele Muntelui Măslinilor (dinafara cetății Ierusalimului) și se hotărăsc să fugă împreună. Arvino reușește să-i prindă, îl rănește din nou pe Oronte, dar aceștia scapă și se refugiază într-o grotă de lângă râul Iordan. Aici, apare pustnicul Pagano, care-l încreștinează prin botez pe Oronte (rănit de moarte) și-i acordă ultimele sacramente, înainte ca acesta să-și dea sufletul. Oronte moare în brațele Giseldei. Pagano încearcă în zadar s-o consoleze pe Giselda.

### Actul IV (Ierusalim)
Pustnicul Pagano este rănit mortal, reușește să-i împace pe Arvino și Giselda, care îl duc în cortul lui Arvino. Aici, Giseldei îi apare în somn Oronte, care o consolează și prezice victoria cruciaților. Pagano își declină adevărata sa identitate și recunoaște intenția lui de odinioară de a-l ucide pe Arvino. Aflat pe moarte, imploră iertare. Înainte de a-și da sufletul, Pagano mai vede flamura cruciaților învingători, fluturând deasupra Ierusalimului, semn că creștinismul a biruit.